# Circondario di Fallingbostel
Il circondario di Fallingbostel (in tedesco Landkreis Fallingbostel) è stato un circondario (Landkreis) della Bassa Sassonia, in Germania.

## Storia
Fu istituito il 1º aprile 1885 nell'ambito della provincia di Hannover del regno di Prussia.
Nel 1977 confinava con i circondari di Rotenburg, Soltau, Celle, contea di Hoya e Verden. Capoluogo e centro maggiore era la città di Fallingbostel.
Fu soppresso il 1º agosto 1977 e unito al circondario di Soltau, andando a formare il circondario di Soltau-Fallingbostel; al momento della soppressione, contava 17 comuni.

## Comuni del circondario al momento della soppressione
- Ahlden
- Böhme
- Buchholz (Aller)
- Eickeloh
- Essel
- Fallingbostel
- Frankenfeld
- Gilten
- Grethem
- Hademstorf
- Häuslingen
- Hodenhagen
- Lindwedel
- Osterheide
- Rethem (Aller)
- Schwarmstedt
- Walsrode

## Comuni soppressi già appartenenti al circondario
- Adolpsheide
- Ahrsen
- Altenboitzen
- Altenwahlingen
- Benefeld
- Benzen
- Bierde
- Bockel
- Bockhorn
- Bomlitz
- Bommelsen
- Borg
- Bosse
- Böstlingen
- Bothmer
- Büchten
- Dorfmark
- Düshorn
- Ebbingen
- Eilte
- Engehausen
- Ettenbostel
- Fischendorf
- Fuhrhop
- Fulde
- Grindau
- Groß Eilstorf
- Groß Häuslingen
- Hamwiede
- Hartem
- Hedern
- Hollige
- Honerdingen
- Hope
- Hudemühlen-Burg
- Hudemühlen-Flecken
- Hülsen
- Hünzingen
- Idsingen
- Jarlingen
- Jettebruch
- Kettenburg
- Kirchboitzen
- Kirchwahlingen
- Klein Eilstorf
- Klein Häuslingen
- Krelingen
- Kroge
- Marklendorf
- Mengebostel
- Nienhagen
- Norddrebber
- Nordkampen
- Obereinzingen
- Oberhode
- Oberndorfmark
- Oerbke
- Ostenholz
- Platz Bergen
- Riepe
- Riethagen
- Schneeheide
- Sieverdingen
- Sindorf
- Stellichte
- Stöcken
- Suderbruch
- Südkampen
- Uetzingen
- Untereinzingen
- Vethem
- Vierde
- Vorbrück
- Vorwalsrode
- Wense
- Westendorf
- Westenholz
- Westerharl
- Winkelhausen
- Wohlendorf
- Woltem